# Виборчий округ 120
Виборчий округ 120 — виборчий округ у Львівській області. В сучасному вигляді був утворений 28 квітня 2012 постановою ЦВК №82 (до цього моменту існувала інша система виборчих округів). Окружна виборча комісія цього округу розташовується в «Народному домі» за адресою м. Городок, вул. Майдан Гайдамаків, 5.
До складу округу входять Городоцький, Мостиський райони та частина Самбірського району (окрім Стрілковицької сільської ради). Виборчий округ 120 межує з округом 122 на півночі, з округом 116 на північному сході, з округом 118 на сході, з округом 123 на південному сході, з округом 121 на півдні, з округом 125 на південному заході та обмежений державним кордоном з Польщею на північному заході. Виборчий округ №120 складається з виборчих дільниць під номерами 460149-460211, 460213-460221, 460743-460794, 460796-460827, 460830, 461059-461136 та 461140-461147.

## Народні депутати від округу
| Ім'я                        | Фото | Партія               | Скликання | Дата набуття повноважень | Дата припинення повноважень |
| --------------------------- | ---- | -------------------- | --------- | ------------------------ | --------------------------- |
| Дубневич Ярослав Васильович |      | самовисуванець       | 7-ме      | 12 грудня 2012           | 27 листопада 2014           |
| Дубневич Ярослав Васильович |      | Блок Петра Порошенка | 8-ме      | 27 листопада 2014        | 29 серпня 2019              |
| Дубневич Ярослав Васильович |      | самовисуванець       | 9-те      | 29 серпня 2019           |                             |

## Результати виборів

### Парламентські

#### 2019
Кандидати-мажоритарники:
- Дубневич Ярослав Васильович (самовисування)
- Елейко Тарас Васильович (Голос)
- Гірняк Володимир Олегович (Громадянська позиція)
- Голяк Леся Володимирівна (Слуга народу)
- Леонов Едуард Володимирович (Свобода)
- Галушка Андрій Михайлович (самовисування)
- Телюк Роман Романович (Аграрна партія України)

#### 2014
Кандидати-мажоритарники:
- Дубневич Ярослав Васильович (Блок Петра Порошенка)
- Гарасим Ярослав Іванович (Народний фронт)
- Ковалів Володимир Іванович (самовисування)
- Щур Микола Васильович (Радикальна партія)
- Власенко Олександр Володимирович (самовисування)
- Лабуда Роман Мар'янович (самовисування)
- Ступницький Андрій Ігорович (Батьківщина)
- Тимчишин Роман Володимирович (самовисування)
- Павлик Сергій Ігорович (Заступ)
- Луценко Валерій Борисович (Комуністична партія України)

#### 2012
Кандидати-мажоритарники:
- Дубневич Ярослав Васильович (самовисуванець)
- Чорновол Тетяна Миколаївна (Батьківщина)
- Тиндик Андрій Богданович (УДАР)
- Куп'як Іван Петрович (Конгрес українських націоналістів)
- Білак Іван Іванович (Партія регіонів)
- Денькович Іван Васильович (Батьківщина)
- Галамай Йосиф Іванович (Народна партія)
- Алексюк Леонід Михайлович (Комуністична партія України)
- Петришин Андрій Михайлович (Громадянська солідарність)

## Явка
Явка виборців на окрузі: